# Экблум, Рихард
Рихард Экблум (швед. Richard Ekblom; 30 октября 1874, Скараборг, Швеция — 7 апреля 1959, Уппсала, Швеция) — шведский лингвист по славистике и романистике, доктор философии, профессор. Исследовал Варяжский вопрос в языковом аспекте.

## Биография
Родился 30 октября 1874 года в Экби округа Скараборг. Начинал как романский филолог, а потом перешёл в славистику. В 1900 году в Упсальском университете получил степень кандидата философии, а в 1905 году ему была выдана лицензия на философию. В период 1907—1908 годов работал адъюнктом в Вестеросе. В 1909 году стал доктором философии. Тема докторской была по романским языкам. Работал учителем испанского, французского и русского языков.
С 1909 по 1921 год работал лектором в Стокгольмской школе экономики. В 1921 году перешёл на профессорскую работу на кафедре славянских языков Упсальского университета и был на этой должности до 1939 года.
А. И. Стендер-Петерсен считал его последователем В. Томсена в варангологии и представителем второго поколения скандинавских славистов. Р. Экблум был учеником И. А. Лунделла.
Оставил работы по исторической фонетике и акцентологии славянских языков. В 1911 году посетил Россию для исследования местной топонимики для установления языковых контактов между Скандинавией и Россией.
Умер 7 апреля 1959 года, а 12 апреля был похоронен в Упсале.

## Основные работы
Здесь представлены основные работы учёного, библиографию всех работ за 1908—1954 годы можно посмотреть в отдельно изданном списке.
- Ekblom R. Alfred the Great as geographer // Studia neophilologica. — 1941. — Т. 14. — №. 1—2. — S. 115—144.
- Ekblom R. Deutsch Kunig und litauisch kùni(n) gas. // Scando-Slavica. — 1957. — T. 3. — № 1. — S. 176—180.
- Ekblom R. Die Namen der siebenten Dneprstromschnelle // Uppsala Universitets arsskrift. — 1951. — Bd. 9. — S. 151—174.
- Ekblom R. Die Waräger im Weichselgebiet // Archiv für slavische Philologie. — 1925. — Bd. 39. — S. 185—211.
- Ekblom R. King Alfred and bearings in the borderland between the West Slavs and the balts // Scando-Slavica. — 1958. — T. 4. — № 1. — S. 117—126.
- Ekblom R. King Alfred, Ohthere and Wulfstan: Reply to a Critique // Studia Neophilologica. — 1960. — T. 32. — S. 3—13.
- Ekblom R. Ohthere’s voyage from skiringssal to hedeby // Studia neophilologica. — 1939. — Т. 12. — №. 2. — S. 177—190.
- Ekblom R. Roslagen—Rußland // Zeitschrift für slavische Philologie. — 1957. — Т. 26. — №. 1. — S. 47-58.
- Ekblom R. Rus- et Varęg- dans les noms de lieux dela région de Novgorod // Archives d’etudes orientales. — Stockholm, 1915. — T. XI. — 69 p.
- Ekblom R. Tur och retur. — Göteborg, 1996.
- Ekblom R. Vereini gung unter den Nordländern im alten Russland // Zeitschrift für slawische Philologie. — 1933. — Bd. 10. — S. 1—20.